# Josep Maria Massegú Bruguera
Josep Maria Massegú Bruguera (Manresa, 1942) és un pintor català. Llicenciat en Belles Arts, des dels seus inicis com a pintor, ha estat un membre actiu del Cercle Artístic de Manresa, participant en la major part dels moviments artístics de la ciutat. Des de 1979 fins a la seva jubilació va desenvolupar la seva tasca docent al col·legi la Salle de Manresa.
L'any 1983 fou membre fundador del col·lectiu Quaderns de Taller, en què s'apleguen artistes de diferents branques, que edita periòdicament una publicació en la que s'enclouen obres pròpies.
Ha exposat individual i col·lectivament en nombroses exposicions on ha rebut diferents premis, també ha publicat treballs de reflexió en diferents publicacions com El Pou de la Gallina, Dovella, o Regió 7 així com ha escrit diversos textos de presentació per a exposicions i catàlegs d'artistes.